# 1066 Lobelia
1066 Lobelia è un asteroide della fascia principale. Scoperto nel 1926, presenta un'orbita caratterizzata da un semiasse maggiore pari a 2,4024478 UA e da un'eccentricità di 0,2095390, inclinata di 4,82336° rispetto all'eclittica.
Il suo nome fa riferimento alle piante del genere Lobelia.